# Vadivelu
Kumaravadivel Natarajan, conocido profesionalmente como Vadivelu (Madurai, 12 de enero de 1960) es un actor y cantante indio, reconocido por su extensa carrera principalmente en producciones cinematográficas cómicas en idioma tamil.

## Biografía
Aunque ha trabajado en más de 200 películas, Vadivelu recibió premios en la categoría de mejor comediante por sus actuaciones en Kaalam Maari Pochu (1996), Vetri Kodi Kattu (2000), Thavasi (2001), Chandramukhi (2005), Imsai Arasan 23m Pulikesi (2006), Marudhamalai (2007) y Kathavarayan (2008). Cuando su popularidad mediática aumentó, recibió el apodo de Vaigai Puyal, que significa "tormenta de Vaigai", en referencia al río que atraviesa su ciudad natal, Madurai. El comediante tamil Vadivel Balaji, también nativo de Madurai, recibió su apodo en honor a Vadivelu.